# Trou du Nord (arrondissement)
Trou du Nord (em crioulo, Twou dinò), é um arrondissement do Haiti, situado no departamento do Nordeste. De acordo com estimativa de 2012, Trou du Nord tem uma população total de 109.745 habitantes.

## Comunas
O arrondissement de Trou du Nord é composto por quatro comunas:
- Caracol
- Sainte-Suzanne
- Terrier-Rouge
- Trou-du-Nord